# I gioielli della Madonna
I gioielli della Madonna è un'opera in tre atti di Ermanno Wolf-Ferrari, su libretto di Carlo Zangarini ed Enrico Golisciani, basato su un fatto realmente avvenuto.
La prima rappresentazione ebbe luogo a Berlino presso la Kurfürstenoper (Theater am Kurfürstendamm) il 23 dicembre 1911, con libretto tedesco (Der Schmuck der Madonna). (Wolf-Ferrari dichiarò che spesso la prima delle sue opere avveniva in Germania semplicemente perché il suo editore era tedesco.) I temi dell'opera, che includono l'amore tra un fratello e la sorella adottiva e una scena orgiastica, attirarono le critiche della chiesa cattolica.
Gli interpreti della prima furono:

Gennaro: Kurt Frederich;

Carmela: Paula Weber;

Maliella: Ida Salden;

Rafaele: Konrad von Zawilowski;

Biaso: Otakar Marák;

Ciccillo: Hermann Wiedermann;

Rocco: Reinmar Poppe;

Totonno: Richard Wissiak.

La prima rappresentazione italiana ebbe luogo al Teatro dell'Opera di Roma il 26 dicembre 1953.

## Trama
La scena dell'azione è Napoli, e la trama è imperniata sulla rivalità tra Gennaro, un fabbro, e Rafaele, il capo della camorra locale, per l'amore di Maliella. Lei, una ragazza bella e ostinata, è un'orfana che è stata adottata da Carmela (la madre di Gennaro) in conformità a un voto fatto alla Madonna per ottenere la guarigione di Gennaro, malato. Maliella considera Gennaro come suo fratello ed è insofferente alle restrizioni impostele dalla madre adottiva.

### Atto I
La scena iniziale mostra la piccola piazza, sul Golfo di Napoli, dove si trova la casa di Carmela. La piazza è allegramente decorata e una folla animata è in attesa della processione per la festa in onore della Madonna. Una serie di episodi che si succedono rapidamente prepara l'ingresso dei personaggi principali. Durante una pausa temporanea, Gennaro appare alla porta della sua bottega, recando un candelabro in ferro battuto inteso come offerta votiva alla Madonna, al cui cuore compassionevole ha confidato la sua passione pressoché senza speranza per Maliella. Mentre è piegato in silenziosa preghiera, Maliella si precipita fuori di casa inseguita da Carmela, evidentemente interrotta mentre faceva gli ultimi ritocchi all'abito della figlia adottiva. Quest'ultima si rifiuta sdegnosamente di farsi bella per lo specchio di casa e si riferisce sarcasticamente agli scrupoli del fratello, Gennaro, quando egli ribadisce che non è prudente accettare la corte di giovinastri, domandandogli: Ne saresti geloso? Mentre Maliella si sta godendo l'imbarazzo di Gennaro, Biaso, il vecchio scrivano, per gioco le copre gli occhi con un cappello fatto con un giornale. Maliella ride. All'improvviso, colta da un selvaggio impulso, fissa il cappello con una spilla (una "Spadella di Genova" tolta dai capelli), assume una posa procace, e scoppia in un provocatorio canto di libertà, che finisce chiedendo baci ai ragazzi presenti. Tutti si uniscono in una danza improvvisata; Maliella sceglie Biaso come suo compagno, e infine scappa via con lui, urlando e ridendo, seguita dai giovani.
Gennaro e Carmela, rimasti soli, lasciano il posto alle loro emozioni prima di separarsi, lei per rientrare a casa, lui per recarsi al santuario della Madonna. Ritorna l'allegra brigata, guidata da Biaso, che viene malmenato perché ha cercato di prendere le difese di Maliella, che poi arriva di corsa, inseguita da Rafaele. Segue una scena vivace tra Rafaele e Maliella. Circondata, lei assume un atteggiamento provocatorio; quando Rafaele l'afferra pretendendo un bacio, lei lo pugnala alla mano con un lungo spillo strappato dai capelli. Ridendo sprezzante e baciando la ferita con passione, Rafaele esclama che la ferita brucia come il fuoco, e che lei deve essere sua. Cadendo in ginocchio, egli con galanteria le porge lo spillone che aveva lasciato cadere. Ancora indocile, Maliella rimette lentamente la spilla nei capelli; Rafaele approfitta della possibilità di appuntarle un fiore sul petto, lei lo getta giù, ma lui lo raccoglie e se lo riporta all'occhiello, poi si ritira con disinvoltura alla locanda, dove sta chiacchierando con l'oste e bevendo alla salute di Maliella, quando i loro occhi si incontrano.
Poco dopo giunge il corteo. Rafaele attraversa portandosi sul lato dove si trova Maliella e le sussurra: Facciam la pace? Lei risponde subito No!, ma per riuscire a vedere meglio gli permette di aiutarla a sedere su una sedia, e ascolta le sue suppliche. Quando passa la Madonna lui le chiede: Che cosa ti devo dare? Mi devo dannare per te? Vuoi che ti metta al collo i gioielli della Madonna?. Rafaele si slancia verso la processione e Maliella spaventata scende dalla sedia. Rafaele e i camorristi ridono della sua costernazione, ma non Gennaro, che le si accosta dicendole: Disgraziata! non sai chi è quell'uomo?. Lei ribatte che non sono affari suoi, che Rafaele è bello e ardito, e che sarebbe disposto a dannarsi l'anima per un bacio. Quando la processione finisce, e Maliella sta per fare rientro, Rafaele le getta il fiore respinto, che ora la ragazza accetta, e poi corre in casa.

### Atto II
L'orto in casa di Carmela. La festa è ancora in corso. Sono presenti Maliella, Carmela e Gennaro. Carmela si sta preparando a ritirarsi per la notte Carmela, ma è ansiosa e riluttanti a lasciare i giovani soli. Alla fine esce. Gennaro chiede a Maliella di ascoltarlo, ma lei esplode furiosamente, rispondendo di essere stufa, di volere la vita, di volere respirare, di essere disposta ad andarsene per non marcire più in quel luogo. Infine Maliella si lancia fuori, per riapparire direttamente alla finestra del piano superiore, dove va e viene raccogliendo abiti e cantando un'allegra canzone ribelle. Quando scende, pronta a partire, Gennaro la implora di dargli un bacio d'addio; quando lei gli offre freddamente la guancia, lui la stringe freneticamente tra le braccia e le rivela la sua passione. Maliella, stupita e spaventata, riesce a liberarsi e proclama con forza il suo amore per Rafaele, sarcasticamente ripetendo a Gennaro che il suo rivale rischierebbe la sua anima per rubare i gioielli della Madonna per lei. A Gennaro ciò pare una bestemmia, e chiude la porta impedendole di uscire, ma quando Maliella si è ritirata nella sua stanza crolla. Nella sua mente nasce una terribile tentazione che con insistenza si presenta come la sua unica speranza di conquistare l'amore di Maliella. Gennaro prende i suoi attrezzi e sparisce nella notte, chiudendo dietro di sé la porta dell'orto.
In un brillante chiaro di luna, da lontano si sente una vecchia canzone popolare napoletana, seguita da tintinnio di mandolini e accordi di chitarra. Rafaele e i compagni appaiono, e intonano una serenata per Maliella; lei apre la sua finestra e poi scende in giardino. Inizialmente in apprensione a causa di Gennaro, cede poi alla sua passione per Rafaele, che l'attrae al cancello e l'abbraccia con passione attraverso le sbarre finché viene avvertito dell'avvicinarsi di Gennaro e parte con i suoi.
Gennaro rientra furtivo e ansante, con un involto tra le mani. Al grido spaventato di Maliella, la rassicura e le mostra il contenuto dell'involto: ha rubato per lei i gioielli della Madonna. Maliella ricade con un grido, i gioielli scintillano al chiaro di luna e lei trova il fiato per accusare Gennaro di avere commesso un peccato tremendo. Ma Gennaro, con passione mistica, sostiene che la Vergine ha già perdonato il suo crimine, avendole chiesto perdono in nome dell'amore.
Maliella, affascinata dallo splendore dei gioielli, si avvicina, si mette un diadema in testa, una collana al collo e i braccialetti ai polsi. Ma il pensiero di Gennaro svanisce dalla sua mente; nella sua fantasia vede solo colui che ama, Rafaele, e cede come assopita alle carezze e agli abbracci di Gennaro.

### Atto III
Il covo dei camorristi nei dintorni di Napoli; una grande stanza spoglia, sulla parete sinistra un affresco della Madonna, davanti alla quale è una sorta di altare con candele accese. I camorristi dormono, l'alba è prossima.
Rocco e Ciccillo entrano quasi contemporaneamente a Stella, una ragazza sguaiata che si diverte a svegliare gli altri scuotendoli. Altri camorristi ritornano da varie spedizioni, altre donne si contendono con Stella le carezze degli uomini. Infine entra Rafaele: salutato fragorosamente dai presenti, risponde con un brindisi alla mia bella, che questa notte pace non troverà, sognando di me. Le donne incuriosite si affollano intorno a lui provocandolo, finché non canta le lodi di Maliella. Seccate dall'insensibilità di Rafaele per il loro fascino, le donne si lanciano in una danza orgiastica, improvvisamente interrotta da un bussare forte e dagli straziati accenti di Maliella che chiamano Rafaele.
Maliella irrompe, pallida, con i capelli arruffati, come alla fine del secondo atto, ma senza il diadema. Segue un dialogo convulso tra lei e Rafaele. La semplice menzione del nome di Gennaro fa infuriare Rafaele, che comanda ai suoi compagni di portargli il rivale, vivo o morto. Poi si rivolge alla ragazza cercando di strapparle una confessione, convinto che Gennaro l'abbia posseduta. Furibondo, Rafaele getta Maliella a terra, lei cade e il suo scialle si apre facendo cadere i gioielli e lasciando Rafaele stupefatto. Al di fuori si ode la voce di Gennaro, mescolata con le grida dei suoi inseguitori.
Gennaro, in preda al rimorso, irrompe chiamando Maliella. Ma lei, rialzandosi con un balzo e investendolo con odio, gli grida che è maledetto, racconta che ha derubato la Madonna, e lancia i gioielli ai suoi piedi, poi, terrorizzata dal sacrilegio commesso indossando i gioielli, si lancia fuori gridando Ah! Perduta! Nel mare!, maledetta dalle altre donne. Il terrore che ha preso tutti aumenta quando si sentono suonare a stormo le campane, segnale che il furto è stato scoperto. Tutti fuggono, temendo di essere accusati del furto, lasciando solo Gennaro, il quale vede l'immagine della Madonna e si inginocchia implorando perdono. In preda ad una crescente allucinazione, Gennaro infine raccoglie un coltello e si pugnala a morte, cadendo davanti all'altare. In quel momento una torma di gente entra ma si arresta alla vista di Gennaro.

## Discografia
- 1976 - Alberto Erede (direttore), BBC Philharmonic Orchestra - André Turp (Gennaro), Valerie Cockx (Carmela), Pauline Tinsley (Maliella), Peter Glossop (Rafaele), John Windfield (Biaso), Stuart Kale (Ciccillo), Malcolm King (Rocco), Henry Howell (Totonno) - (Registrazione dal vivo) - Bellavoce[3]